# 優雅なる野獣
『優雅なる野獣』（ゆうがなるやじゅう）は、日本のハードボイルド・推理作家大藪春彦が著した伊達邦彦を主人公とする短篇集。

## 出版履歴
- 1979年、『優雅なる野獣 牙を秘めたローン・ウルフ伊達邦彦』が角川書店より刊行。
- 1996年、『優雅なる野獣』が角川文庫より刊行。
- 1997年、『伊達邦彦全集(5) 優雅なる野獣』(解説・馳星周)が光文社文庫より刊行。

## 収録作品
- 汚れた宝石 - 長編「日銀ダイヤ作戦」のプロトタイプ。
- C・I・Aの暗殺者を消せ
- みな殺しの銃弾
- 連隊旗奪還作戦
- 「紅軍派」大使拉致す

## 解説
- 「汚れた宝石」は長編「日銀ダイヤ作戦」の原型となる短編である。
- 邦彦はイギリス情報局秘密情報部員として活躍するが、それは「みな殺しの銃弾」まで。「連隊旗奪還作戦」にて諜報部員から解雇され、日本での様々な犯罪もイギリスと日本との密談によってもみ消されることとなった。
- 主な舞台は日本だが、「連隊旗奪還作戦」では大韓民国→北朝鮮が舞台となっている。